# Rose Bowl
Rose Bowl je sportovní stadion v Pasadeně v americkém státě Kalifornie, nejbližší stanicí metra je Memorial Park. Má kapacitu 92 542 míst (všechna k sezení) a je osmnáctým největším stadionem na světě. Byl postaven v roce 1922 podle projektu architekta Myrona Hunta; původně měl tvar podkovy, jižní tribuna byla dokončena v roce 1928. Od roku 1987 je zapsán na seznam National Historic Landmark.
Je určen především pro americký fotbal, každoročně se zde koná zápas univerzitních týmů Rose Bowl Game, který je součástí novoročních oslav zvaných v Pasadeně Rose Parade. V roce 1973 bylo dosaženo rekordní návštěvy na stadionu: 106 869 diváků. Také se zde konalo pět Super Bowlů v letech 1977, 1980, 1983, 1987, 1993 a Army–Navy Game 1983. Jako domácí stadion využívají Rose Bowl UCLA Bruins.
Stadion sloužil jako dějiště cyklistických soutěží při Letních olympijských hrách 1932 a fotbalového turnaje olympiády 1984. Hrálo se zde osm zápasů mistrovství světa ve fotbale 1994 včetně finále mezi Brazílii a Itálií. Hostil také mistrovství světa ve fotbale žen 1999, Zlatý pohár CONCACAF 1991, 2002, 2011 a 2013, Copa América 2016 a International Champions Cup. Domácí zápasy zde hraje fotbalová reprezentace Spojených států amerických, v letech 1996–2002 byl Rose Bowl také domácím hřištěm pro Los Angeles Galaxy. Konají se zde závody midget cars, oslavy Dne Nezávislosti a koncerty populárních skupin jako Big Brother and the Holding Company (1968), Depeche Mode (1988), Rolling Stones (1994), U2 (2009), One Direction (2014), Metallica (1992 a 2017). Stadion hostil hudební festival Wango Tango 2004 a v roce 2006 hlavní koncert soutěže American Idol. 

## Galerie

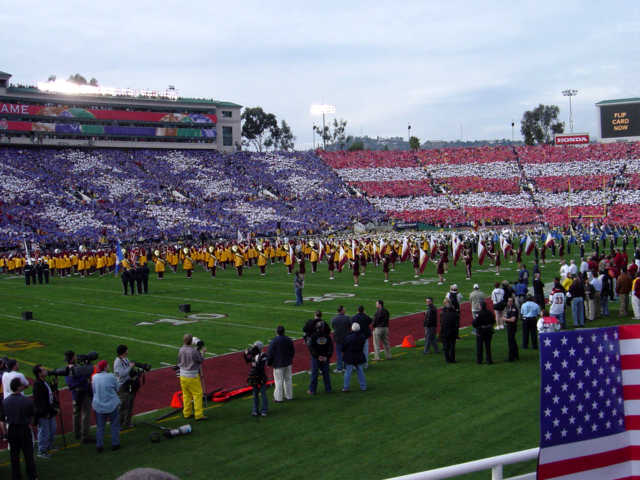
Slavnostní nástup Rose Bowlu 2004
Stadion před dokončením jižní tribuny
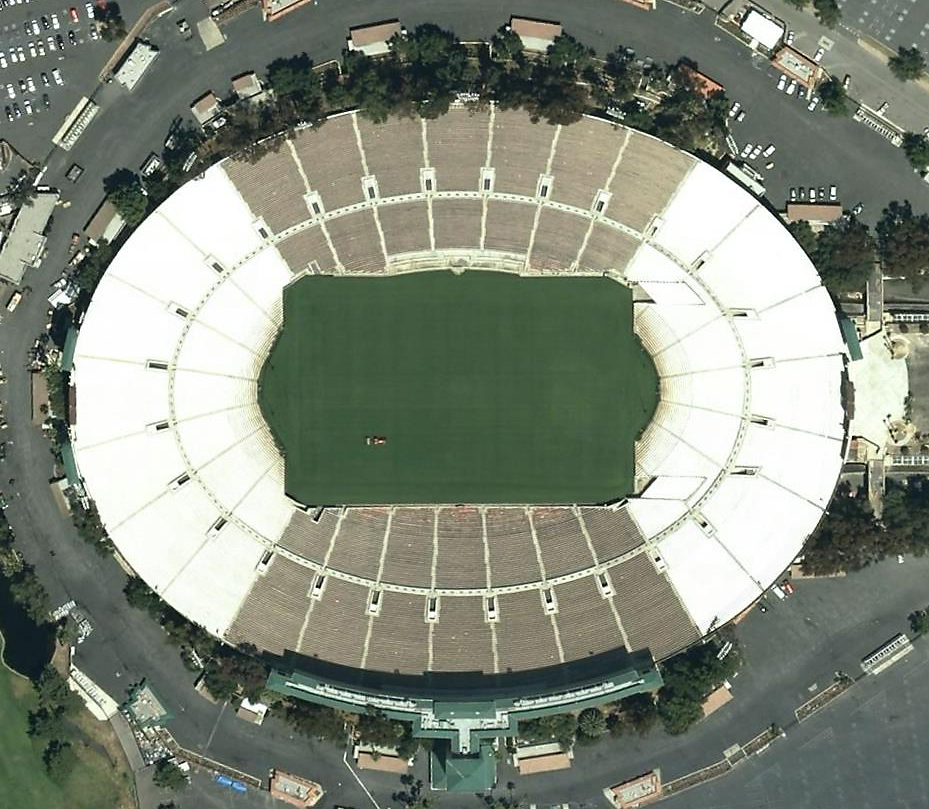
Letecký pohled